# Birgit Minichmayrová
Birgit Minichmayrová (* 3. dubna 1977 Linec) je rakouská herečka.
Vystudovala Max Reinhardt Seminar a v roce 1999 se stala členkou Burgtheateru. V roce 2000 natočila svůj první film Abschied - Brechts letzter Sommer. Ve stejném roce získala Nestroyovu divadelní cenu pro nejlepší debutantku a o rok později ji organizace European Film Promotion představila jako jednu z vycházejících hereckých hvězd. V roce 2005 se objevila ve filmu Toma Tykwera Parfém: Příběh vraha. Za hlavní roli ve filmu Všichni ostatní získala v roce 2009 cenu pro nejlepší herečku na Berlínském mezinárodním filmovém festivalu. Stala se tak první rakouskou herečkou oceněnou na velkém festivalu od roku 1956, kdy Maria Schell získala cenu v Benátkách. V roce 2012 získala bavorskou cenu Pro meritis scientiae et litterarum a v roce 2015 byla vyhlášena Rakušankou roku. Ve filmu Emily Atefové 3 dny v Quiberonu, zobrazujícím závěr života Romy Schneiderové, měla výraznou roli hereččiny přítelkyně Hildy.
Vedle Burgtheateru hrála také v berlínském Volksbühne am Rosa-Luxemburg-Platz, kde ji režíroval Frank Castorf, v mnichovském Residenztheater a curyšském Theater Neumarkt. Na Salcburském festivalu účinkovala v letech 2010 až 2012 ve hře Hugo von Hofmannsthala Jedermann.
Zpívala se skupinou Die Toten Hosen ve skladbě Auflösen (album In aller Stille).